# Jeagelgielas
Jeagelgielas är ett berg i Finland. Det ligger i Enontekis i landskapet Lappland, i den norra delen av landet, 900 km norr om huvudstaden Helsingfors. Toppen på Jeagelgielas är 460 meter över havet.
Terrängen runt Jeagelgielas är huvudsakligen platt, men västerut är den kuperad.  Trakten runt Jeagelgielas är nära nog obefolkad, med mindre än två invånare per kvadratkilometer. Närmaste större samhälle är Enontekis, 17,5 km sydväst om Jeagelgielas. Omgivningarna runt Jeagelgielas är i huvudsak ett öppet busklandskap.